# Nati nel 1972/Novembre
| Questa pagina contiene informazioni ricavate automaticamente dalle voci biografiche con l'ausilio del template Bio e di un bot. L'aggiornamento è periodico e automatico e ricostruisce completamente la pagina. Se manca una persona in questa lista, sei pregato di non aggiungerla, ma accertati piuttosto che la sua voce biografica contenga il template Bio e che i dati anagrafici siano correttamente compilati. Se il template Bio manca, inseriscilo tu stesso o, in alternativa, metti l'avviso {{tmp\|Bio}} che ne segnala la mancanza. Se i dati riportati sono sbagliati, correggi direttamente la voce biografica; le modifiche saranno visibili in questa lista entro pochi giorni. Per chiarimenti vedi il progetto biografie. La lista contiene solo le 311 persone che sono citate nell'enciclopedia e per le quali è stato implementato correttamente il template Bio. Pagina aggiornata al 10 ago 2025. |

- 1º novembre - Antonio Arcadio, allenatore di calcio e ex calciatore italiano
- 1º novembre - Toni Collette, attrice australiana
- 1º novembre - Paul Dickov, allenatore di calcio e ex calciatore scozzese
- 1º novembre - Kevin Horlock, allenatore di calcio e ex calciatore nordirlandese
- 1º novembre - Jenny McCarthy, attrice, modella e conduttrice televisiva statunitense
- 2 novembre - Paul Butler, allenatore di calcio e ex calciatore irlandese
- 2 novembre - Derlis Gómez, ex calciatore paraguaiano
- 2 novembre - Éva Henger, attrice, modella e personaggio televisivo ungherese
- 2 novembre - Jukka Jalonen, allenatore di hockey su ghiaccio e ex hockeista su ghiaccio finlandese
- 2 novembre - Alessandra Meloni, personaggio televisivo e ex modella italiana
- 2 novembre - Phoebe Mills, ex ginnasta statunitense
- 2 novembre - Marion Posch, ex snowboarder italiana
- 2 novembre - Sydney Rowe, ex cestista barbadiano
- 2 novembre - Alfred Schreuder, allenatore di calcio e ex calciatore olandese
- 2 novembre - Agung Setyabudi, ex calciatore indonesiano
- 2 novembre - Darío Silva, ex calciatore uruguaiano
- 2 novembre - Batram Suri, ex calciatore salomonese
- 2 novembre - Samantha Womack, attrice britannica
- 3 novembre - Ugo Ehiogu, calciatore e allenatore di calcio inglese († 2017)
- 3 novembre - Jochen Endreß, ex calciatore tedesco
- 3 novembre - Diego Gutiérrez, ex calciatore colombiano
- 3 novembre - Hubertus Heil, politico tedesco
- 3 novembre - Adrian Ježina, ex pallanuotista e manager croato
- 3 novembre - Rodrigo Riera, ex cestista uruguaiano
- 3 novembre - Roberto Salemi, attore italiano
- 3 novembre - Klévisson Viana, poeta e scrittore brasiliano
- 4 novembre - Steve Cruz, ex attore pornografico, regista e produttore cinematografico statunitense
- 4 novembre - Vincenzo Carlo Di Gennaro, carabiniere italiano († 2019)
- 4 novembre - Luís Figo, dirigente sportivo e ex calciatore portoghese
- 4 novembre - Wendy Hoopes, attrice e doppiatrice statunitense
- 4 novembre - Jeffrey Kaplan, autore di videogiochi statunitense
- 4 novembre - Kim Hak-chul, ex calciatore sudcoreano
- 4 novembre - Yiyun Li, scrittrice statunitense
- 4 novembre - Nadja Obrist, ex sciatrice alpina austriaca
- 4 novembre - Myles Pollard, attore australiano
- 4 novembre - Anders Holch Povlsen, imprenditore danese
- 4 novembre - Pino Torcasio, attore italiano
- 5 novembre - Krasimir Avramov, cantante bulgaro
- 5 novembre - Neil Cowley, pianista e compositore britannico
- 5 novembre - Rassie Erasmus, ex rugbista a 15 e allenatore di rugby a 15 sudafricano
- 5 novembre - Ben Graves, batterista statunitense († 2018)
- 5 novembre - Petra Loreggian, conduttrice radiofonica e conduttrice televisiva italiana
- 5 novembre - Syed Sabir Pasha, ex calciatore e allenatore di calcio indiano
- 5 novembre - Angelo Schirinzi, giocatore di beach soccer e allenatore di calcio svizzero
- 5 novembre - Zhang Xiangsen, ex sollevatore cinese
- 6 novembre - David Corkery, ex rugbista a 15 irlandese
- 6 novembre - Alfonso Gomez-Rejon, regista statunitense
- 6 novembre - George Hertzberg, attore statunitense
- 6 novembre - Vicki Movsessian-Lamoriello, ex hockeista su ghiaccio statunitense
- 6 novembre - Youssef Nabil, artista e fotografo egiziano
- 6 novembre - Thandiwe Newton, attrice britannica
- 6 novembre - Rebecca Romijn, attrice e ex modella statunitense
- 6 novembre - Sheng Zetian, ex lottatore cinese
- 6 novembre - Adōnis Geōrgiadīs, politico greco
- 6 novembre - Kevin Yates, rugbista a 15 inglese
- 7 novembre - Christopher Daniel Barnes, attore e doppiatore statunitense
- 7 novembre - David Bellini, sceneggiatore, regista e autore televisivo italiano († 2016)
- 7 novembre - James Bobin, regista, sceneggiatore e produttore televisivo britannico
- 7 novembre - Donna Fraser, ex velocista britannica
- 7 novembre - Marco Garcés, ex calciatore messicano
- 7 novembre - Danny Grewcock, ex rugbista a 15 britannico
- 7 novembre - Franck Guérin, regista e sceneggiatore francese
- 7 novembre - Jason London, attore statunitense
- 7 novembre - Jeremy London, attore statunitense
- 7 novembre - Gianluca Piersanti, musicista, compositore e editore musicale italiano
- 7 novembre - Hasim Rahman, ex pugile statunitense
- 7 novembre - David Shumbris, attore e stuntman statunitense
- 7 novembre - Miriana Trevisan, showgirl italiana
- 7 novembre - Ben Wheatley, regista, montatore e sceneggiatore britannico
- 8 novembre - Pierangela Baronchelli, ex fondista di corsa in montagna e siepista italiana
- 8 novembre - Tony Blescia, cantautore italiano
- 8 novembre - Rafael Díaz Justo, ex ciclista su strada spagnolo
- 8 novembre - Chris Fydler, ex nuotatore australiano
- 8 novembre - Vasilij Ivanov, ex nuotatore sovietico
- 8 novembre - Aksel V. Johannesen, politico faroese
- 8 novembre - Giancarlo Marcaccini, ex cestista statunitense
- 8 novembre - Gretchen Mol, attrice e ex modella statunitense
- 8 novembre - Leonardo Sgavetti, musicista, fisarmonicista e pianista italiano
- 8 novembre - Marcus Stewart, allenatore di calcio e ex calciatore inglese
- 9 novembre - Barbara Bedford, ex nuotatrice statunitense
- 9 novembre - Christian Benbennek, allenatore di calcio tedesco
- 9 novembre - Paula Broadwell, militare e giornalista statunitense
- 9 novembre - Eric Dane, attore statunitense
- 9 novembre - Sarah Deer, avvocatessa e docente statunitense
- 9 novembre - Mark Fields, ex giocatore di football americano statunitense
- 9 novembre - Kathleen Monahan, ex sciatrice alpina statunitense
- 9 novembre - Jon S. Baird, regista scozzese
- 9 novembre - Naomi Shindō, doppiatrice giapponese
- 9 novembre - Corin Tucker, cantante e chitarrista statunitense
- 10 novembre - Francesca Antonelli, attrice italiana
- 10 novembre - Daren Jay Ashba, chitarrista e cantautore statunitense
- 10 novembre - Ioannis Boustas, pilota motociclistico greco
- 10 novembre - Isaac Bruce, ex giocatore di football americano statunitense
- 10 novembre - Virág Csurgó, ex tennista ungherese
- 10 novembre - Dominique Daquin, pallavolista francese
- 10 novembre - Frida Giannini, stilista italiana
- 10 novembre - Tanja Kostić, ex cestista svedese
- 10 novembre - Mikkel Larsen, ex cestista danese
- 10 novembre - Lars Lehmann, bassista e giornalista tedesco
- 10 novembre - Zhao Lijian, diplomatico e politico cinese
- 10 novembre - Vehia Maurirere, ex calciatore tahitiano
- 10 novembre - Martin Motnik, bassista e produttore discografico tedesco
- 10 novembre - Esad Ribić, fumettista croato
- 10 novembre - Luigi Tarantino, maestro di scherma e ex schermidore italiano
- 10 novembre - Federico Tocci, attore italiano
- 11 novembre - Adam Beach, attore canadese
- 11 novembre - Stéphane Cassard, allenatore di calcio e ex calciatore francese
- 11 novembre - Tyler Christopher, attore statunitense († 2023)
- 11 novembre - Lonnie Harrell, ex cestista statunitense
- 11 novembre - Lee Sang-min, ex cestista e allenatore di pallacanestro sudcoreano
- 11 novembre - Alessia Marcuzzi, conduttrice televisiva e imprenditrice italiana
- 11 novembre - Nurmat Mırzabayev, ex calciatore kazako
- 11 novembre - Alberto Pagliaro, disegnatore e illustratore italiano
- 11 novembre - Sergio Puglia, politico italiano
- 11 novembre - Elena Savoldi, ex tennista italiana
- 12 novembre - Jesús Chávez, pugile messicano
- 12 novembre - Ruslan Tagirovič Chučbarov, terrorista russo († 2004)
- 12 novembre - Hüseyin Eroğlu, allenatore di calcio e ex calciatore turco
- 12 novembre - Reynaldo Gianecchini, attore e modello brasiliano
- 12 novembre - Damien Jurado, musicista e cantautore statunitense
- 12 novembre - Jani Soininen, ex saltatore con gli sci finlandese
- 12 novembre - Ol'ga Straževa, ex ginnasta sovietica
- 12 novembre - Vasilīs Tsiartas, ex calciatore greco
- 12 novembre - Xiao Jiangang, ex sollevatore cinese
- 13 novembre - Carla Maria Izzo, soprano italiano
- 13 novembre - Takuya Kimura, attore e cantante giapponese
- 13 novembre - Andy Marinos, ex rugbista a 15 e dirigente sportivo zimbabwese
- 13 novembre - Andrea Moretti, allenatore di rugby a 15 e ex rugbista a 15 italiano
- 13 novembre - Grigorijs Panteļejevs, ex hockeista su ghiaccio lettone
- 13 novembre - Pedro Reyes, ex calciatore cileno
- 13 novembre - Samantha Riley, ex nuotatrice australiana
- 13 novembre - Benedetta Rossi, cuoca, blogger e conduttrice televisiva italiana
- 13 novembre - Pavel Verbíř, ex calciatore ceco
- 14 novembre - Giulia Blasi, scrittrice, conduttrice radiofonica e giornalista italiana
- 14 novembre - Matt Bloom, wrestler statunitense
- 14 novembre - Josh Duhamel, attore e ex modello statunitense
- 14 novembre - Lori Dupuis, ex hockeista su ghiaccio canadese
- 14 novembre - Edyta Górniak, cantante polacca
- 14 novembre - Hovik Keuchkerian, ex pugile e attore spagnolo
- 14 novembre - Dougie Payne, bassista britannico
- 14 novembre - Dario Rossi, allenatore di calcio e ex calciatore italiano
- 14 novembre - Hideki Sakamoto, compositore e musicista giapponese
- 14 novembre - Maria Spilabotte, politica italiana
- 14 novembre - Aaron Taylor, ex giocatore di football americano statunitense
- 14 novembre - Laurence Tieleman, ex tennista e allenatore di tennis belga
- 14 novembre - Alain Vertot, ex calciatore francese
- 14 novembre - Dariusz Żuraw, allenatore di calcio e ex calciatore polacco
- 15 novembre - Emilio Benfele Álvarez, ex tennista spagnolo
- 15 novembre - Stefan Billborn, allenatore di calcio svedese
- 15 novembre - Henning Jarnskor, ex calciatore faroese
- 15 novembre - Jeon Ju-won, ex cestista e allenatrice di pallacanestro sudcoreana
- 15 novembre - Nikolaj Maksimov, ex pallanuotista russo
- 15 novembre - Krista Mikkonen, politica finlandese
- 15 novembre - Jonny Lee Miller, attore britannico
- 15 novembre - Ginés Salmerón, ex ciclista su strada spagnolo
- 15 novembre - Jessica Hynes, attrice e scrittrice britannica
- 15 novembre - Hideki Taniuchi, compositore e arrangiatore giapponese
- 15 novembre - Chris van der Weerden, allenatore di calcio e ex calciatore olandese
- 16 novembre - Vitalij But, calciatore sovietico
- 16 novembre - Aurelia Dobre, ex ginnasta rumena
- 16 novembre - Antonino Gullo, politico italiano
- 16 novembre - Michael Irby, attore statunitense
- 16 novembre - Moti Kakun, ex calciatore israeliano
- 16 novembre - Francis Onyiso, ex calciatore keniota
- 16 novembre - Missi Pyle, attrice statunitense
- 16 novembre - Morten Røssland, allenatore di calcio e dirigente sportivo norvegese
- 16 novembre - Adel Sellimi, allenatore di calcio e ex calciatore tunisino
- 16 novembre - Igor' Šulepov, allenatore di pallavolo e ex pallavolista russo
- 16 novembre - Sonja Tol, schermitrice olandese
- 16 novembre - Bogdan Zając, allenatore di calcio e ex calciatore polacco
- 17 novembre - Titi Camara, allenatore di calcio e ex calciatore guineano
- 17 novembre - Kimya Dawson, cantante statunitense
- 17 novembre - Joanne Goode, ex giocatrice di badminton britannica
- 17 novembre - Markus Herrmann, ex sciatore alpino svizzero
- 17 novembre - Alexis Rene Avilés, ex calciatore cubano
- 17 novembre - Leonard Roberts, attore statunitense
- 17 novembre - Đovani Roso, ex calciatore croato
- 17 novembre - Hollie Smith, cantautrice neozelandese
- 18 novembre - Jessi Alexander, cantante statunitense
- 18 novembre - Davide Cavuti, compositore, regista e ingegnere italiano
- 18 novembre - Chris Klug, snowboarder statunitense
- 18 novembre - Serhij Skačenko, ex calciatore ucraino
- 18 novembre - Andrea Zinsli, ex sciatore alpino svizzero
- 19 novembre - Kamil Bayramov, ex calciatore azero
- 19 novembre - Matt Cockbain, ex rugbista a 15 e allenatore di rugby a 15 australiano
- 19 novembre - Moses Gikenyi, ex calciatore keniota
- 19 novembre - Alex Hardcastle, regista britannico
- 19 novembre - Sandrine Holt, attrice e modella canadese
- 19 novembre - Takeshi Mizuuchi, ex calciatore giapponese
- 19 novembre - Antonio Notario, ex calciatore spagnolo
- 19 novembre - Povia, cantautore italiano
- 19 novembre - Brad Wilson, allenatore di calcio e ex calciatore statunitense
- 20 novembre - Johan Åkerman, allenatore di hockey su ghiaccio e ex hockeista su ghiaccio svedese
- 20 novembre - Jérôme Alonzo, ex calciatore francese
- 20 novembre - Ed Benes, fumettista brasiliano
- 20 novembre - Yanick Dupré, hockeista su ghiaccio canadese († 1997)
- 20 novembre - Paulo Figueiredo, ex calciatore angolano
- 20 novembre - Giacomo Gatti, regista italiano
- 20 novembre - Cláudio Heinrich, attore, artista marziale e conduttore televisivo brasiliano
- 20 novembre - Tamás Juhár, ex calciatore ungherese
- 20 novembre - Tyron McCoy, ex cestista e allenatore di pallacanestro statunitense
- 20 novembre - Corinne Niogret, biatleta e fondista francese
- 20 novembre - Skander Souayah, ex calciatore tunisino
- 20 novembre - Tat'jana Turanskaja, politica moldava
- 21 novembre - Cristina Correnti, ex cestista e dirigente sportiva italiana
- 21 novembre - Unai Etxebarria, ex ciclista su strada venezuelano
- 21 novembre - Ian Goodison, ex calciatore giamaicano
- 21 novembre - Ellen Hidding, conduttrice televisiva e ex modella olandese
- 21 novembre - Galina Kukleva, ex biatleta russa
- 21 novembre - Sonia Magarelli, ex pallanuotista italiana
- 21 novembre - Cristian Moreni, ex ciclista su strada italiano
- 21 novembre - Miljenko Mumlek, ex calciatore croato
- 21 novembre - Rain Phoenix, attrice e cantante statunitense
- 21 novembre - Ina Rama, avvocato albanese
- 21 novembre - Eyal Ran, ex tennista israeliano
- 21 novembre - David Tua, ex pugile neozelandese
- 22 novembre - Alessio Bonciani, politico italiano
- 22 novembre - Olivier Brouzet, ex rugbista a 15 e dirigente sportivo francese
- 22 novembre - Gabe Khouth, attore televisivo e doppiatore canadese († 2019)
- 22 novembre - Monika Käslin, ex sciatrice alpina svizzera
- 22 novembre - Cyril Pedrosa, disegnatore e fumettista francese
- 22 novembre - Ileana Piazzoni, politica italiana
- 22 novembre - Yōhei Satō, ex calciatore giapponese
- 22 novembre - Bruno Weinmeister, violoncellista e direttore d'orchestra austriaco
- 23 novembre - Chris Adler, batterista statunitense
- 23 novembre - Veronica Avluv, attrice pornografica statunitense
- 23 novembre - Kurupt, rapper e produttore discografico statunitense
- 23 novembre - Alf-Inge Håland, ex calciatore norvegese
- 23 novembre - Helen Cristina Santos Luz, ex cestista brasiliana
- 23 novembre - Tonči Martić, ex calciatore croato
- 23 novembre - Antonio Orozco, cantante e compositore spagnolo
- 24 novembre - Rowan Barrett, ex cestista canadese
- 24 novembre - Lawrence Brownlee, tenore statunitense
- 24 novembre - Félix Cárdenas, ex ciclista su strada colombiano
- 24 novembre - Maurizio Ciampi, ex arbitro di calcio italiano
- 24 novembre - Ibrahim Dossey, calciatore ghanese († 2008)
- 24 novembre - Ruxandra Dragomir, ex tennista rumena
- 24 novembre - Morgan Göransson, ex fondista svedese
- 24 novembre - Gerhard Greber, ex sciatore alpino austriaco
- 24 novembre - Marek Lemsalu, ex calciatore estone
- 24 novembre - Alberto Michielon, ex hockeista su pista italiano
- 24 novembre - Alessandro Michielon, ex hockeista su pista italiano
- 24 novembre - Sagi Rei, musicista israeliano
- 24 novembre - Thomas Schneider, allenatore di calcio e ex calciatore tedesco
- 24 novembre - Laurent Travini, ex rugbista a 15 e dirigente sportivo francese
- 24 novembre - Claudio Zamarion, direttore della fotografia e produttore cinematografico italiano
- 25 novembre - Stefan Everts, pilota motociclistico belga
- 25 novembre - Nicolás Fernández Miranda, ex rugbista a 15 e allenatore di rugby a 15 argentino
- 25 novembre - Gerard King, ex cestista statunitense
- 25 novembre - Alessandro Michele, stilista italiano
- 25 novembre - Mark Morton, chitarrista statunitense
- 25 novembre - Petteri Nummelin, hockeista su ghiaccio finlandese
- 25 novembre - Gilles Reithinger, vescovo cattolico e missionario francese
- 25 novembre - Bruno Rodriguez, ex calciatore francese
- 26 novembre - Ferdinando Aiello, politico italiano
- 26 novembre - Sergej Aksënov, politico russo
- 26 novembre - Kenji Arima, allenatore di calcio e ex calciatore giapponese
- 26 novembre - Eswort Coombs, ex velocista sanvincentino
- 26 novembre - James Dashner, scrittore statunitense
- 26 novembre - André Domingos, ex velocista brasiliano
- 26 novembre - Shannon Dunn-Downing, ex snowboarder statunitense
- 26 novembre - Christopher Fitzgerald, attore statunitense
- 26 novembre - Adam J. Harrington, attore e produttore cinematografico canadese
- 26 novembre - Vladimir Heredia, ex cestista venezuelano
- 26 novembre - Keiji Kaimoto, allenatore di calcio e ex calciatore giapponese
- 26 novembre - Stephen Mayaka, ex mezzofondista keniota
- 26 novembre - Ivonne Ortega Pacheco, politica messicana
- 26 novembre - Chris Osgood, allenatore di hockey su ghiaccio e ex hockeista su ghiaccio canadese
- 26 novembre - Arjun Rampal, attore indiano
- 26 novembre - Ryan Robbins, attore canadese
- 26 novembre - Jadranka Savić, ex cestista bosniaca
- 26 novembre - Kathi Schwaab, ex biatleta tedesca
- 26 novembre - Davide Zandegiacomo, giocatore di curling e dirigente sportivo italiano
- 27 novembre - Àlex Brendemühl, attore spagnolo
- 27 novembre - Farah Palmer, docente, dirigente sportiva e rugbista a 15 neozelandese
- 27 novembre - Maya Pedersen, skeletonista svizzera
- 27 novembre - Yōichi Ui, pilota motociclistico giapponese
- 28 novembre - Steeve Briois, politico francese
- 28 novembre - Lonnie Devantier, cantante danese
- 28 novembre - Vera Fogwill, attrice, regista cinematografica e sceneggiatrice argentina
- 28 novembre - Cato André Hansen, allenatore di calcio e calciatore norvegese
- 28 novembre - Mungonzazal Janshindulam, pianista mongola († 2007)
- 28 novembre - Anastasia Kelesidou, ex discobola greca
- 28 novembre - Patrick Mächler, ex fondista svizzero
- 28 novembre - Yasuko Matsuyuki, attrice e cantante giapponese
- 28 novembre - Hiroshi Nanami, allenatore di calcio e ex calciatore giapponese
- 28 novembre - Simona Novara, ex sciatrice alpina italiana
- 28 novembre - Giancarlo Raimondi, dirigente sportivo e ex ciclista su strada italiano
- 28 novembre - Jesper Strömblad, musicista svedese
- 28 novembre - Milan Timko, ex calciatore slovacco
- 29 novembre - Brian Baumgartner, attore statunitense
- 29 novembre - Monica Calzetta, scacchista spagnola
- 29 novembre - Andreas Goldberger, ex saltatore con gli sci austriaco
- 29 novembre - Rodrigo Pessoa, cavaliere brasiliano
- 29 novembre - Diego Ramos, attore argentino
- 29 novembre - Roger Shah, disc jockey e produttore discografico tedesco
- 29 novembre - Carrie Sheinberg, ex sciatrice alpina statunitense
- 29 novembre - Nicola Tescari, compositore, pianista e produttore discografico italiano
- 30 novembre - Christophe Beck, compositore canadese
- 30 novembre - Aleš Brezavšček, ex sciatore alpino sloveno
- 30 novembre - Pigeon John, rapper statunitense
- 30 novembre - Igor Grosu, politico moldavo
- 30 novembre - Antwon Hoard, ex cestista statunitense
- 30 novembre - Stanislav Kitto, ex calciatore estone
- 30 novembre - David Michôd, regista, sceneggiatore e produttore cinematografico australiano
- 30 novembre - Sébastien Migné, allenatore di calcio e ex calciatore francese
- 30 novembre - Samba N'Diaye, ex calciatore senegalese
- 30 novembre - Adamantia Paizis, astrofisica, divulgatrice scientifica e scacchista italiana
- 30 novembre - Yolanda Soares, cantante portoghese
- 30 novembre - Adam Stockhausen, scenografo statunitense
- 30 novembre - Abel Xavier, allenatore di calcio e ex calciatore portoghese